# Gospa Hüsnüşah
Gospa Hüsnüşah (osmanski turski حسن شاہ خاتون, turski Hüsn-ü Şah Khātûn; o. 1454. – 1513.) bila je konkubina osmanskog sultana Bajazida II. Rodila mu je princa Šehinšaha i sultaniju Sultanzade. Znana je i kao Hûmâ-Shâh i Hüsnümah.
Njen je otac bio Nasuh-beg.
1481. Šehinšah je poslan u sandžak Manisu. Kasnije je poslan u Karaman, a Hüsnüşah ga je pratila.
Nakon smrti svog sina Hüsnüşah je došla u Bursu 1511. Dala je u Manisi sagraditi džamiju Hatuniye. Umrla je 1513. te je pokopana u grobnici svoga sina u Bursi.